# Теряев, Андрей Михайлович
Андрей Михайлович Теряев (30 ноября (11 декабря) 1767—12 (24) октября 1827) — русский педагог, «С.-Петеребургских: Академии медико-хирургической академик и университета заслуженный профессор»; минералог, ботаник, зоолог; переводчик и писатель по естественно-научным предметам. 
Образование получил в Петербургской учительской семинарии и, как один из блестяще окончивших курс, должен был отправиться за границу для усовершенствования, но начавшаяся война воспрепятствовала этому. Остался при семинарии и в 1789 году стал профессором естественной истории, которую он преподавал в учительской гимназии и в Воспитательном обществе благородных девиц. Когда в 1805 году учительская семинария была преобразована в Главный педагогический институт, Теряев стал экстраординарным профессором минералогии, ботаники и зоологии института. В 1808 году он был определён адъюнктом тех же предметов в медико-хирургическую академию, а в 1809 году утверждён ординарным профессором как в институте, так и в академии. 
А. М. Теряев был известен своим проектом о снабжении всех учебных заведений коллекциями предметов по естественной истории; стал одним из учредителем Санкт-Петербургского минералогического общества. Был членом Вольного экономического общества, Московского общества испытателей природы, Петербургского Общества соревнователей просвещения и благотворения; также он — член Эрлангенского физико-медицинского и Йенского минералогического общества. Был награждён орденом Св. Владимира 4-й степени и Св. Анны 2-й степени.
Умер в чине статского советника. Похоронен на Смоленском православном кладбище.
Ему принадлежат следующие публикации:
- «Разсуждение о новейших переменах в минералогии, с присовокуплением краткой системы сей науки» (СПб., 1796);
- «Разсуждение о природе, или разсуждение о естественных телах вообще» (СПб., 1802);
- «Начальные основания ботанической философии» (СПб., 1810);
- «Систематическое расположение ископаемых и животных тел» (СПб., 1810);
- «История минералогии с присовокуплением главного основания новейших систем по всем частям всеобщей минералогии» (СПб., 1819);
- «Главное основание системы царства животных» (СПб., 1824).

Он перевёл с немецкого языка «Руководство к естественной истории» Бауменбаха (СПб., 1794) и «Экономическую ботанику» Георга Адольфа Суккова (СПб., 1804). 